# Psychrolutes phrictus
Psychrolutes phrictus, auch Blobfisch (englisch Blob sculpin) genannt, ist ein bodenbewohnender Tiefseefisch der Gattung Psychrolutes innerhalb der Familie der Dickkopf-Groppen (Psychrolutidae). Die Art ist durch die Tiefseefischerei bedroht.

## Etymologie und Forschungsgeschichte
Der Artzusatz „phrictus“, latinisiert nach dem altgriechischen φρικτός (phriktos = „grauenvoll“, „entsetzlich“, „schauderhaft“) bezieht sich auf die bizarre Gestalt des Fisches. Die Erstbeschreibung erfolgte 1978 durch Stein und Bond, nachdem bereits in den 1960er-Jahren Funde einer sehr großen Psychrolutes-Art vor der nordamerikanischen Pazifikküste bekannt geworden waren.
In den Jahren 2000 bis 2002 lieferten mehrere Tauchfahrten mit ROVs erste Hinweise auf das Brutverhalten von Psychrolutes phrictus. Die Ergebnisse wurden 2003 von Drazen et al. veröffentlicht.

## Merkmale
In der Erstbeschreibung von Psychrolutes phrictus wird die Körperlänge des größten untersuchten Exemplars mit 55,8 cm angegeben. Später wurden offenbar noch größere Exemplare gefangen und Eschmeyer et al. geben eine Länge von bis zu 70 cm bei einer Körpermasse von 9,5 kg an, ohne jedoch genauere Quellen anzuführen. Der kugelförmige Kopf ist ungewöhnlich groß und nimmt 45,3 – 60,6 % der Standardlänge (SL) ein. Die Haut wird als schlaff am Körper sitzend beschrieben und wird durch eine gelatinöse Lage von der Muskulatur getrennt.
Kopf und Körper sind mit Cirren-artigen Auswüchsen bedeckt. Jungfische, kleiner als 5 cm, tragen an Kopf und Körper zusätzlich Stacheln, die bei ausgewachsenen Tieren verschwinden. Die Rückenflosse hat acht Hart- und 19 bis 20 Weichstrahlen, die Afterflosse 12 bis 14 Weichstrahlen. Die Brustflossen werden von (22) 24 bis 25 (26) Flossenstrahlen gestützt. Der Vorkiemendeckel ist ohne Stachel. Die Fische sind auf der Oberseite grau bis schwarz gefärbt und auf dem Kopf leicht marmoriert. Die Unterseite ist hell. Der Kopf wird bei großen Exemplaren weißlich.

## Verbreitung und Lebensweise
Die bodenbewohnenden Fische leben in Tiefen von über 800 bis 2800 Metern im nördlichen Pazifik, von Japan über die Beringstraße bis nach Kalifornien und Mexiko
Stein & Bond untersuchten den Mageninhalt von 25 Tieren und identifizierten insgesamt 24 unterschiedliche Typen von Nahrungsresten. Die häufigsten betrafen Krabben der Gattung Chionoecetes, die im Magen von 15 der 25 untersuchten Individuen (60 %) gefunden wurden, gefolgt von Schnecken der Gattung Buccinium und anderen (52 %), sowie Seefedern der Gattungen Stylatula, Funiculina und möglicherweise Balticina (=Halipteris), (48 %). Dazu kamen Überreste von Sebastolobus alascanus, der Fischgattung Sebastes und die Hornschnäbel von Achtarmigen Tintenfischen (16 %) sowie einzelne Nachweise von Einsiedlerkrebsen der Gattungen Pagurus und Parapagurus, verschiedensten Vertretern der Echinodermata, den möglichen Überresten einer Seeanemone, Steinen und einer Plastiktüte. Besondere Aufmerksamkeit erregte der Mageninhalt eines Individuums von etwa 31 cm Standardlänge, der zahlreiche Otolithen enthielt, die sich unter anderem den Fischgattungen Nansenia (Microstomatidae) und Lestidium (Lestidiidae) zuordnen ließen. Fische dieser beiden Gattungen leben jedoch nicht wie Psychrolutes phrictus am Boden der Tiefsee, sondern im Pelagial. Eine zumindest teilweise pelagische Lebensweise von Psychrolutes phrictus wird von den Autoren aufgrund der gedrungenen, Kaulquappen-ähnlichen Körperform jedoch für eher unwahrscheinlich gehalten und sie gehen davon aus, dass die Beutefische, aus welchen Gründen auch immer, in der Nähe des Meeresbodens schwammen und dort von Psychrolutes phrictus erbeutet wurden.
Bei Fahrten mit ferngesteuerten Tauchfahrzeugen wurden zwischen 2000 und 2002 vor der Küste von Kalifornien in einer Tiefe von 1534 bis 1603 m zwei Laichgebiete von Psychrolutes phrictus entdeckt. Die Gebiete zeichneten sich durch eine hohe Populationsdichte von Psychrolutes phrictus aus. Die Fische wurden zu einem großen Teil in direktem Kontakt mit Gelegen aus bis zu 50 rosa gefärbten Eiern mit einem Durchmesser von jeweils rund 4 mm angetroffen. Die Gelege zeigten keinerlei Anzeichen einer Sedimentbedeckung und die Autoren schlossen daraus, dass die Elterntiere nicht nur in der Nähe der Gelege blieben, um sie zu beschützen, sondern diese auch aktiv pflegten. Die Brutgebiete wurden nicht nur von Psychrolutes phrictus genutzt, sondern auch von Tintenfischen der Gattung Graneledone, die offenbar ebenfalls aktive Brutpflege zu betreiben schienen.